# Famille Kotchoubeï
La famille Kotchoubeï. (En alphabet cyrillique : Род Кочубеи, au nominatif : Кочубей) est une famille noble de l'Empire russe ayant reçu le titre de comte en 1799, puis de prince en 1831. La famille Kotchoubeï est inscrite au livre de velours ((ru)Бархатной книге). De même, les membres de cette famille furent inscrits sur le Livre de généalogie russe de P.V. Dolgoroukova : pages 92, 93, 94, 95.
Les membres de la famille Kotchoubeï ont pour ascendant Küçük, un bey tatar de Crimée. Celui-ci quitta son pays natal vers le XVIe ou le XVIIe siècle. Il vécut parmi les Cosaques d'Ukraine et fut élevé au grade de centurion ((ru)Сотник / grade cosaque équivalant à lieutenant), et se convertit à la religion orthodoxe russe, ce fut sous le prénom de Andreï qu'il reçut le sacrement du baptême,.

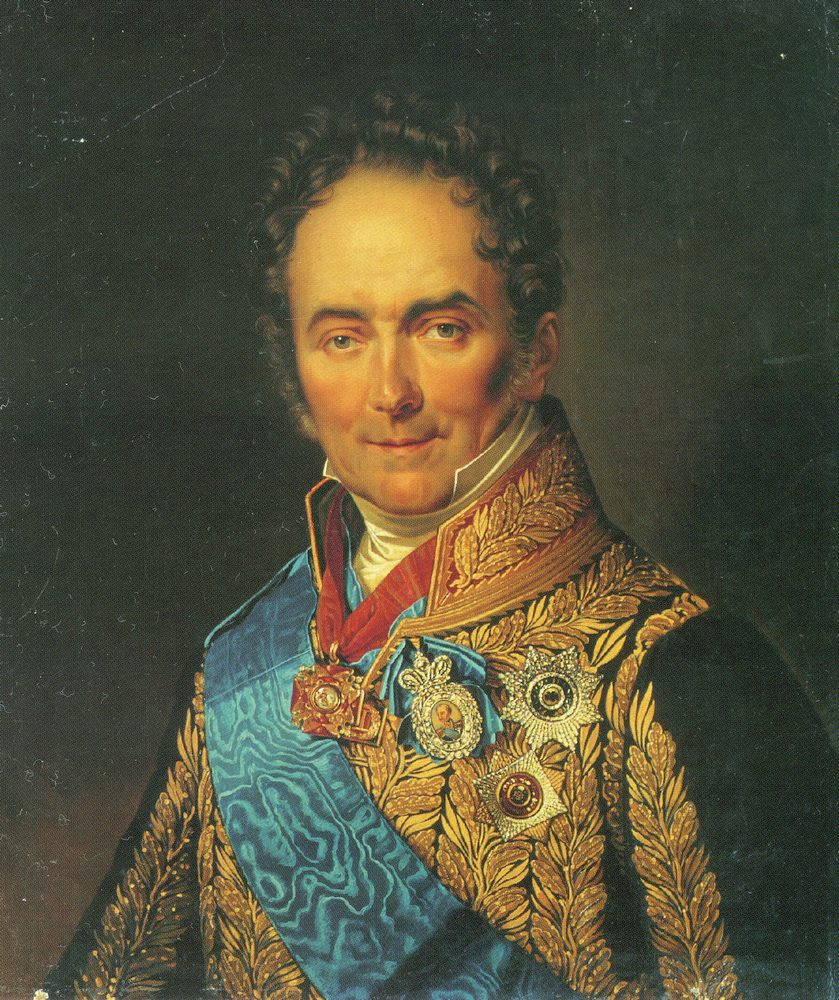
Le prince Viktor Pavlovitch Kotchoubeï en 1832.

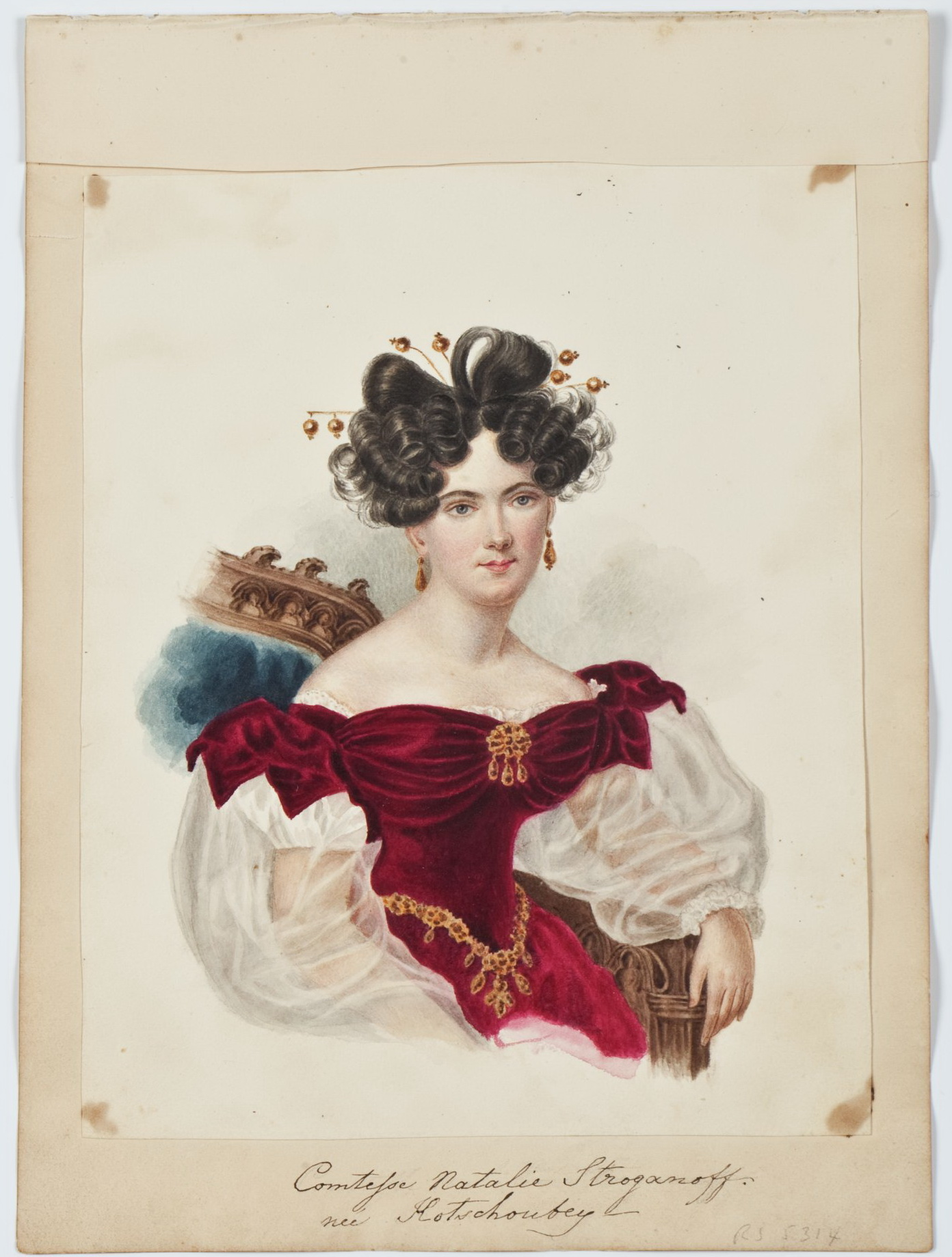
Countesse Natalie Viktorovna Stroganoff-Kotchoubeï, Galerie Tretiakov.

## Personnalités

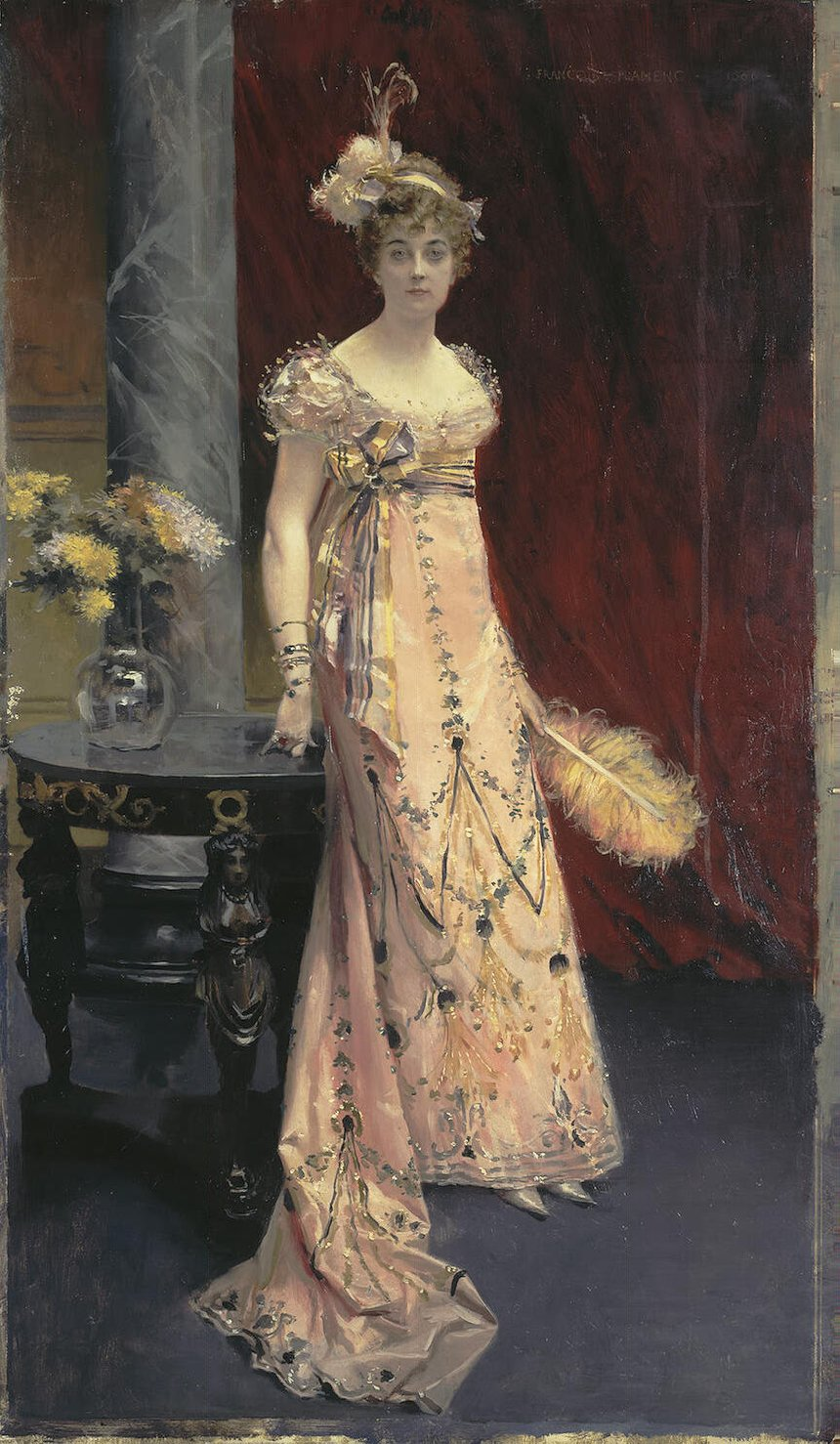
Daria de Beauharnais épouse du prince Lev Mikhaïlovitch Kotchoubeï par François Flameng.

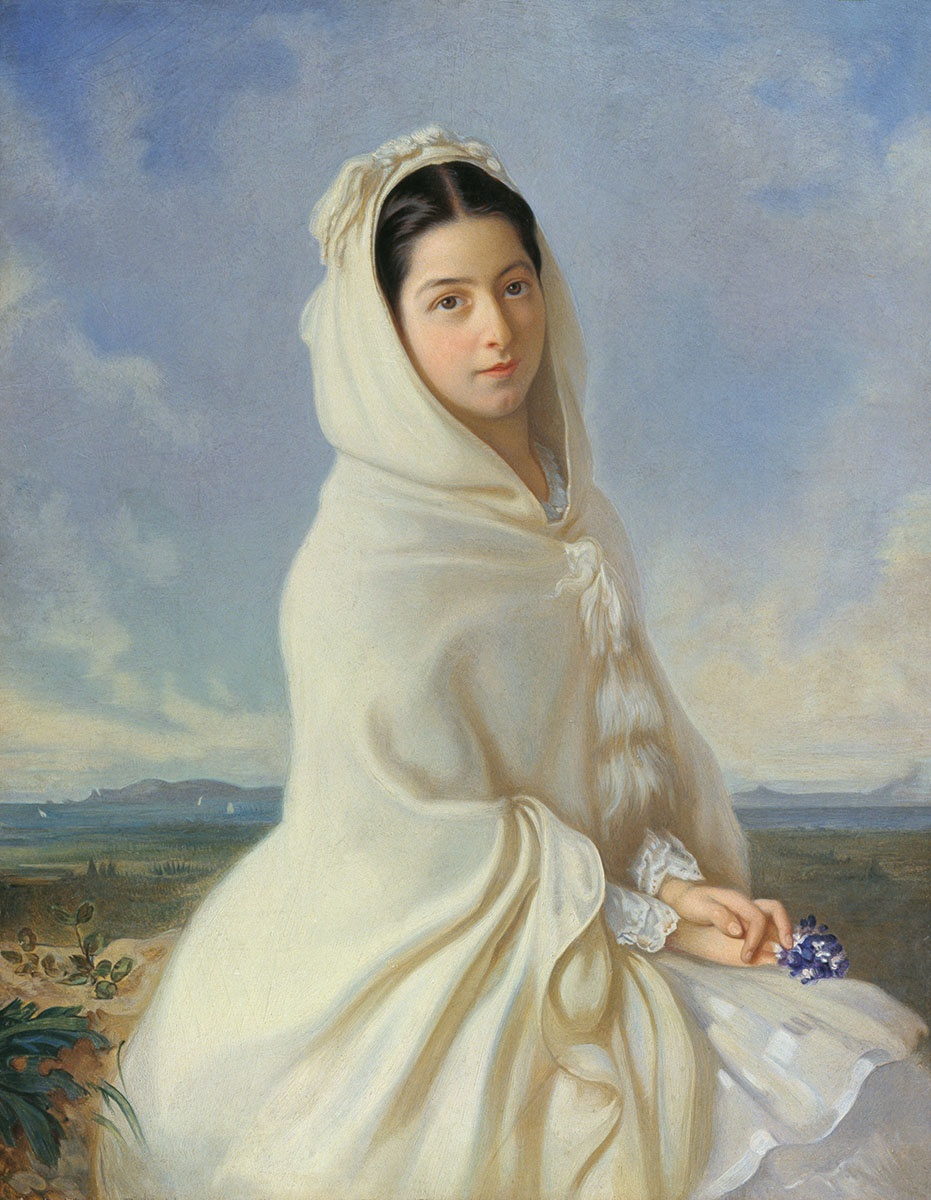
Ekaterina Stolypin, épouse de Nikolaï Arkadievitch Kochubeï par Pyotr Zakharov-Tchetchenets.

- Vassili Leontievitch Kotchoubeï (1640-1708), petit-fils du bey Küçük, fut contremaître général (grade cosaque Zaporogue équivalant à général[6]), il fut exécuté sur les accusations de faux témoignages à l'encontre de l'hetman Ivan Stepanovitch Mazepa[7].
- Viktor Pavlovitch Kotchoubeï (1768-1834), petit-fils de Vassili Leontievitch Kotchoubeï fut le premier membre de cette famille à s'établir à Saint-Pétersbourg. Il épousa Maria Vassilievna Vassiltchikova (1779-1844)[5]
- Demian Vassilievitch Kotchoubeï (1786-1859), ses frères, Alexandre (1788-1866), Vassili Vassilievitch (1784-1844) furent membres du Conseil d'État.
- Arkadi Vassilievitch Kotchoubeï (1790-1878), chambellan (1828), membre du Conseil privé (1856), gouverneur du gouvernement d'Orel (1830 à 1837), sénateur (1842). Fils du major-général Vassili Vassilievitch Kotchoubeï (1756-1800) et de son épouse Ielena Vassilievna Toumanskaïa. En 1824, il épousa la princesse Sofia Nikolaïevna Viazemskaïa.
- Piotr Arkadievitch Kotchoubeï (1825-1892). Fils du prince Arkadi Vassilievitch Kotchoubeï (1790-1878) et de son épouse Sofia Nikolaïevna Viazemskaïa (1798-1834). Il épousa Varvara Alexandrovna Koucheleva-Bezborodka (1829-1894).  En 1882, il fut nommé  Président de la Société impériale russe de  technique et membre honoraire de l'Académie impériale des sciences[8].
- Sergueï Viktorovitch Kotchoubeï (1820-1880), comte (1831) puis prince, maréchal de la noblesse du district de Poltava, Conseiller d'État (1854), Fils cadet de Viktor Pavlovitch Kotchoubeï et de son épouse Maria Vassilievna Vassiltchikova.
- Lev Viktorovitch Kotchoubeï (1810-1890), frère aîné du précédent, conseiller d'État, maréchal de la noblesse de la province de Poltava, Président et fondateur de la Société agricole de Poltava, Conseiller privé. Il épousa la princesse Ielizavata Vassilievna Kotchoubeï (1821-1897).
- Vassili Viktorovitch Kotchoubeï (1812-1850), fils du prince Viktor Pavlovitch Kotchoubeï et de Maria Vassilievna Vassiltchikova (1779-1844), numismate, conseiller d'État.
- Mikhaïl Viktorovitch Kotchoubeï (1816-1874), frère du précédent, membre du Conseil privé (1861), maître de cavalerie (1869), maréchal de la noblesse de Podolsk (oblast de Moscou).
- Viktor Sergueïevitch Kotchoubeï (1860-1923). fils du prince Sergueï Viktorovitch Kotchoubeï et de Sofia Alexandrovna von Beckendorff. Petit-fils du ministre de l'Intérieur Viktor Pavlovitch Kotchoubeï. Lieutenant-général, en 1917, il prit sa retraite et se retira à Kiev. La même année, il émigra en Allemagne.
- Semion Vassilievitch Kotchoubeï (1725-1779), fils de Vassili Vassilievitch Kotchoubeï colonel au Régiment Poltavski. Contremaître-général, colonel au Régiment Nejinski.
- Matriona Vassilievna Kotchoubeï (1688-1736), fille de Vassili Leontievitch Kotchoubeï, filleule et maîtresse de l'hetman Ivan Stepanovitch Mazepa.
- Vassili Vassilievitch Kotchoubeï (1784-1844), fils de Vassili Vassilievitch Kotchoubeï (1756-1800) et de Ielena Vassilievna Toumanskoïa, membre du Conseil privé (1865).
- Ielizaveta Vassilievna Kotchoubeï (1821-1899), fille de Vassili Vassilievtch Kotchoubeï (1784-1844) et de Ielena Vassilievna Toumanskoïa, compositeur de musique.
- Leonti Vassilievitch Kotchoubeï (1871-1938), fils du secrétaire collégial Vassili Vassilievitch Kotchoubeï (1829-1878) et de son épouse morganatique[réf. nécessaire] Maria Ivanovna Dragneva (1848-?). Homme politique, député à la troisième Douma d'État de l'Empire russe, propriétaire du domaine de Tchernigov.
- Vassili Vassilievitch Kotchoubeï (1883-1960) : fils du chambellan Vassili Abramovitch Kotchoubeï et de son épouse la comtesse Maria Alexeïevna Kapnist. Maréchal de la noblesse du district de Piriatinski, député de la quatrième Douma, il milita au sein du parti politique Union du 17 octobre, en 1918, il rejoignit le Bloc progressiste.
- Sergueï Mikhaïlovitch Kotchoubeï (1896-1960). Chanteur d'opéra (basse) et de concert. Dans les rangs de l'Armée des volontaires, il participa à la Guerre civile russe. Exilé, il rejoignit le Chœur des Cosaques du Don. Fils de Mikhaïl Nikolaïevitch Kotchoubeï et de son épouse Pelagia Dmitrievna Gnochtchko.
- Semion Vassilievitch Kotchoubeï (1778-1835). Conseiller d'État, maréchal de la noblesse de la province de Poltava. Fils du lieutenant-colonel Mikhaïl Semionovitch Kotchoubeï et de son épouse Agafia Stepanovna Lachkevia. Philanthrope, il mourut dans une extrême pauvreté.

## Domaine de la famille Kotchoubeï

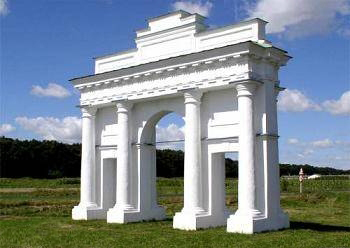
Arc de triomphe marquant l'entrée des domaines de la famille Kotchoubeï

La famille Kotchoubeï était propriétaire de domaines à Dikanka (oblast de Poltava / aujourd'hui en Ukraine).
Vassili Petrovitch Kotchoubeï (1860-1940) acquit un manoir à Tsarskoïe Selo en 1911.
Une branche cadette de la famille Kotchoubeï possédait un immense domaine situé dans le village de Zgourovka (province de Kiev).
Une autre branche de la famille Kotchoubeï possédait un domaine à Voronki (oblast de Tchernigov).